# Yejong de Koryo
Yejong de Goryeo (11 de febrero de 1079-15 de mayo de 1122) (r. 1105-1122) fue el 16.º  monarca de la dinastía coreana de Koryo. Era el hijo mayor del rey  Sukjong y la reina Myeongui, y sucedió al trono a la muerte de su padre. El reinado de Yejong fue un período de fortalecimiento de la administración central, un fuerte ejército, el desarrollo de la educación y las artes, y un punto culminante de la espiritualidad  budista y  daoísta.

## Administración central y local
Desde el reinado de Munjong la posición dominante entre la aristocracia gobernante estaba en manos del clan de Yi Kyeongweon o Inju (Inchon). Dirigido por el suegro del rey, Yi Cha-gyeom, ellos produjeron el mayor número de altos funcionarios. La administración local estaba en manos de las familias aristocráticas locales.
Los gobernantes de Goryeo hicieron varios intentos de aumentar el control central adaptando el sistema de administración local al estilo Tang. El decreto de 1106 creó una división del país en ocho circuitos, cada uno de ellos encabezado por un anchalsa (gobernador designado), formando la base de las modernas  divisiones provinciales de Corea.
Yejong actuó para fortalecer la autoridad real. Los hermanos del rey, el príncipe Po —Taebang-kong— y el príncipe Hyo —Taeweon-hu— eran sus constantes partidarios y oponentes de Yi. Yejong avanzó con hombres no relacionados con Yi Cha-Gyeom, tanto de las familias aristocráticas establecidas como representantes de las élites locales. Kim Bu-sik y sus hermanos, del clan Kyeongju Kim, estaban entre los primeros; Han Anin y sus hermanos, y sus aliados del clan Cheongan Im, incluyendo a Im Weonae, futuro suegro del rey Injong, estaban entre los últimos. Ellos iban a desempeñar un papel cada vez más importante durante la última parte del reinado de Yejong.
El sistema de examen civil kwangeo como camino hacia los altos cargos se amplió significativamente con este fin. Introducido en el año 958 por Gwangjong, fue creado a partir de los exámenes civiles de la dinastía Tang, pero difirió de él en varios aspectos importantes. Estaba cerrado a los plebeyos, y en lugar de socavar a la antigua aristocracia terrateniente ayudó a transformarlo en una nobleza de servicio. El ascenso por medio de exámenes también tuvo el efecto de establecer la lealtad de los funcionarios al gobernante. Durante el reinado de Yejong un promedio anual de 22,5 candidatos aprobaron los exámenes, el doble que durante el reinado del rey Munjong. El número total de candidatos aprobados en los 252 exámenes dados hasta 1894 fue de unos 6500.
Un desarrollo clave del reinado de Yejong fue el aumento del papel del sistema de censura. Las agencias de censura, tanto la Censura como los Remonstradores de la Secretaría Real, se desarrollaron plenamente durante el reinado del Rey Munjong. Durante el reinado de Yejong hubo un aumento dramático en sus actividades, con 45 casos importantes manejados. Inicialmente estos órganos fueron controlados por los leales a Yi Cha-Gyeom, pero por 1117-1118 perdió el control sobre la Censura, con una fracción significativa de sus funcionarios afiliados a la facción Han Anin.
Yejong utilizó los dones de la música ritual de Song en 1114 y 1116 como un medio para fortalecer la autoridad real, en particular en referencia al conflicto entre Kitán Liao y Jurchen Jin. Su edicto declaró que:

no debería eliminar o inclinarse demasiado hacia un lado de la diplomacia o la guerra... Considero que es urgente que nuestros funcionarios civiles y militares arreglen sus armaduras y entrenen a sus tropas. Recuerdo... cómo el emperador Shun solía propagar la virtud civilizada y tener tanto las danzas de los militares como las de los civiles. Ahora que el emperador Song nos ha concedido especialmente el don de taeseongak, las danzas de las ramas civiles y militares deben ser ejecutadas primero en nuestros santuarios ancestrales y luego también en los banquetes y durante los servicios conmemorativos.

## Finanzas y economía
Yejong continuó las reformas financieras de Sukjong que introdujeron las monedas metálicas en Corea. En esto tuvo que enfrentarse a la burocracia opositora, que se adhirió a la economía de trueque y a la fiscalidad en especie establecida por Taejo, el fundador de la dinastía, a los sentimientos populares y al subdesarrollo de los mercados. El grano y la tela seguían siendo el medio de intercambio entre la población en general, mientras que el hwalgu,es decir, dinero en tarro de plata, con un peso de unos 600 gramos, se utilizaba entre la aristocracia.
La industria de la cerámica se desarrolló mucho durante la época de Goryeo. La producción de un gres porcelánico con un fino vidriado verde azulado, conocido como celadón, se centró en Jolla y alcanzó su mayor desarrollo en el siglo XII. La tecnología se importó originalmente de la China de los Song, pero los alfareros coreanos desarrollaron un estilo distintivo que hoy en día se considera uno de los mayores logros artísticos en este campo. La cerámica fue una de las principales exportaciones industriales durante el siglo XI y principios del  XII.

## Militar
El dominio del munban civil sobre los oficiales militares mubanos continuó durante el gobierno de Yejong. Sin embargo, Yejong siguió la política de su padre de mantener las defensas fronterizas y desarrollar las capacidades militares. El ejército recibió la primera entrega de armas de pólvora en 1104. Introdujo los estudios militares en el plan de estudios de la «Academia Nacional de Gukjagam». El edicto de 1116, aunque aparentemente trata de los rituales, aboga por un equilibrio entre las ramas civil y militar del gobierno.

## Religión
Las riendas de Sukjong, Yejong e Injong son generalmente vistas como el punto culminante tanto del Daoísmo como del Budismo coreano. El budismo evolucionó de una religión de las élites a una religión popular. El confucionismo siguió siendo la ideología del estado, pero los rituales nativos eran parte integral de las ceremonias oficiales. La geomancia continuó siendo extremadamente influyente y guio la política de construcción real. Los espíritus locales eran adorados tanto por la gente común como por la aristocracia, que podría haber mirado críticamente algunos de los rituales, y fueron enfeoffed para convertirse en parte del panteón oficialmente reconocido.
Los límites entre las diferentes tradiciones eran a menudo borrosos. Por ejemplo, Kwak Yeo (1058-1130) era un erudito confuciano con inclinaciones budistas. En su jubilación, se retiró como un ermitaño daoísta. Yejong a menudo invitaba a Kwak Yeo al palacio, intercambiaba poemas con él y le pedía consejo. Como otro ejemplo, cuando en 1106 Yejong ofició un ritual daoísta en honor al  Ser Supremo, también ofreció sacrificios a  Taejo pidiendo lluvia.

## Educación
Yejong también se interesó en la botánica, recogiendo plantas raras de toda Corea y enviándolas a China a cambio de muchas plantas chinas. Yejong se estableció en los programas de Gukjagam en siete campos especializados. A las seis asignaturas tradicionales confucianas: los Cinco Clásicos y los Ritos de Zhou, añadió estudios militares. También estableció una fundación de becas Yanghyeongo (Fundación para la Formación de Talentos), así como otras instituciones académicas y bibliotecas.

## Relaciones Exteriores

### Antecedentes
Las relaciones con China, Kitán y Yurchen dominaron las relaciones exteriores de Goryeo. A principios del siglo XII, el estado de Kitán Liao era una potencia dominante en la región. La China Song, económica y culturalmente avanzada, las tribus seminómadas de Jurchen y Goryeo eran los tributarios del emperador Tianzuo de Liao. Goryeo reconoció al gobernante de Kitán como un Hijo del Cielo y un suzerain desde el año 994. Desde entonces, el calendario y los nombres oficiales de la época siguieron el uso de Liao, y todos los gobernantes de Goryeo fueron investidos como reyes por los emperadores de Liao. Sin embargo, el tributo no fue recolectado desde 1054.
La relación cultural y económica con Song se reanudó a mediados del siglo XI. Para no contrariar a Liao, las delegaciones de Song y Goryeo fueron inicialmente clasificadas como misiones comerciales y no como embajadas. Cuando el poder de Liao comenzó a declinar hacia finales del siglo XI, la frecuencia y el perfil de los contactos aumentaron.
Antes de quedar bajo la dominación de los khitanes, el pueblo de Jurchen formaba parte del estado Balhae en Manchuria y Corea del Norte. La tribu wanyan que iba a liderar el resurgimiento de los Jurchen rastreó su descendencia desde Goguryeo y se refirió a Goreyo como "padre y madre patria". Tenían contactos particularmente estrechos con la corte de Goryeo. A medida que el dominio de Liao se debilitaba, Jurchen se volvió más inquieto y lanzó incursiones a través del río Yalu (Amnok) .
Las consideraciones ideológicas, que desempeñarán un papel en los acontecimientos posteriores, pueden resumirse de la siguiente manera. Por un lado, los principios básicos de la teoría política de Goryeo codificados en los «Diez Mandamientos Judiciales de Taejo» recomendaban un seguimiento cauteloso de los chinos, en particular de las prácticas de los Tang, y expresaban su aversión a Kitán y, por extensión, a otros "bárbaros" nómadas. Por otro lado, el papel de un gobernante de Goryeo puede resumirse a grandes rasgos como naeje oewang, emperador en el país y rey en el extranjero. Tenían título de reyes, eran prácticamente (o, al menos, nominalmente) vasallos de Song o Liao, y se cuidaban de mantener estas convenciones en la correspondencia con los señores. Por otro lado, su estilo, aspectos de protocolo, muchas convenciones de nombramientos y esquemas de organización civil y militar seguían las convenciones imperiales. La opinión mayoritaria de los académicos oficiales era que Goryeo era un reino en sí mismo y por lo tanto "un posible centro del mundo". Además, los monarcas de Goryeo "mediaban entre el cielo y la tierra en persona", asumiendo así el papel de Hijo del Cielo y por lo tanto siendo iguales a otros Hijos del Cielo, posiblemente en competencia.

### 1105–1114
Siguiendo el objetivo de Sukjong de pacificar la frontera nororiental, el ejército especial de Byeolmuban bajo el mando de Yun Gwan (1040-1111) y O Yeonchong (1055-1116) fue enviado contra el Jurchen. La expedición ocupó con éxito las llanuras de Hamhung y avanzó hacia la cuenca del río Tumen. Los llamados Nueve Fuertes fueron construidos para controlar el área.
En 1108 Yejong fue investido como rey de Goryeo por Tianzuo de Liao. En 1109 Wanyan Helibo y su hijo Aguda, el futuro emperador Taizu de Jin comienzan la unificación de las tribus Jurchen bajo el liderazgo del clan Wanyan. En 1109 los Nueve Fuertes fueron devueltos a Jurchen y los dos generales victoriosos fueron retirados y destituidos. Aunque las luchas internas de la corte se suelen tomar como una explicación de este cambio de política, se deben considerar varios otros factores. Incluyen el hecho de que gran parte de la frontera de Goryeo con Liao estaba custodiada por Jurchens, los crecientes costos de la campaña y la prolongada calma que siguió al traslado de las fortalezas al Jurchen. Añadiendo a esto una ráfaga de contactos que culminaron en la reunión de Yejong con treinta líderes de Jurchen en 1111, hace plausible un entendimiento tácito entre los dos lados.
El declive de Liao llevó a un aumento de la participación diplomática de Song en Goryeo. En 1110 el emperador Huizong concedió a Yejong el título de "verdadero rey", zhen wang y lo absolvió de las obligaciones de vasallo. En 1114 Yejong envió una solicitud a Huizong pidiendo que se enviaran instrumentos musicales chinos a su palacio en Gaeseong, para que pudiera llevar a cabo los rituales confucianos. Huizong, aparentemente malinterpretando la petición, envió un juego de instrumentos musicales para ser usados en la música del banquete real. El regalo incluía 167 instrumentos y 20 volúmenes de música e instrucciones de actuación.
Los éxitos del Jurchen contra el Kitán provocaron la petición oficial de Liao de ayuda 1114. En la correspondencia diplomática existente, Kim Bu-sik, que se elevaba constantemente en las filas durante el reinado de Yejong, aseguró a la corte de Liao la lealtad duradera de Goryeo. La ayuda fue denegada.

### 1115–1122
En 1115  Wanyan Aguda proclamó el establecimiento de la dinastía Jin con él mismo como su primer emperador. La opinión de la mayoría de los oficiales del Yenjong era que los Jurchen saldrían victoriosos y los Liao fracasarían pronto. Otra petición de ayuda de los Liao fue rechazada. El uso de los nombres del período Liao fue descontinuado.
En 1116 se envió una gran embajada a la Corte de la Canción, mientras que el segundo regalo de instrumentos musicales, que consistía en 428 piezas había llegado, así como accesorios y manuales de danza ritual. Comenzó la tradición coreana del aak, y se usó como herramienta de política interna. Junto con los regalos llegó una petición para llevar a los representantes de Jurchen a la corte de Song. Fue rechazada, y Yejong advirtió a Huizong que no tratara con los Jurchen, porque "eran como tigres y lobos" El comercio y los contactos oficiales continuaron: en 1117 Song estableció una oficina especial para tratar con los comerciantes y enviados de Goryeo. Una gran misión china llegó en 1122. Incluía a un erudito confuciano, Xu Jing (1091-1153), cuyas notas son una importante fuente de información sobre el período.
En 1117 el ejército de Goryeo avanzó a la zona de Uiju (Poju) en el río Yalu y estableció allí un nuevo cuartel general militar. El retorno de esta fortaleza de Liao y el establecimiento del río Yalu como frontera real, y no sólo teórica, fue posible después de que las fuerzas de Liao en la zona fueran derrotadas por la dinastía Jin; la última petición de ayuda de Liao llegó para la defensa de esta región.
Una crisis en las relaciones con los Jurchen se precipitó por la petición de Taizu de ser reconocido como el "hermano mayor" del rey de Goryeo en 1117. La mayoría de los oficiales se opusieron a esta petición e incluso consideraron decapitar al enviado. Las facciones de Yi Cha-Gyeom y Kim Bu-Sik apoyaron conjuntamente el reconocimiento de Jin. Fueron capaces de bloquear cualquier movimiento apresurado, pero la presentación formal de Goryeo a Jin se hizo sólo durante el reinado de Injong.

## Años posteriores. Sucesión. Historia oficial
La necesidad de adjudicar las luchas entre facciones y la tensión de manejar complicados esfuerzos diplomáticos y militares, causó que Yejong durante los últimos años de su reinado se replegara más y más en sus libros y rituales Daoístas. Yejong fue sucedido a su muerte por su hijo de 13 años Injong, que era un nieto Yi Cha-gyeom.
Los Registros Verdaderos de Yejong (sillok) fueron compilados por tres historiadores, incluyendo a Kim Bu-sik, quien había sido nombrado como Diarista Real, o ji, en 1121, a partir de 1123.

## Familia
- Padre: King Sukjong of Goryeo (2 de septiembre de 1054 – 10 de noviembre de 1105) (고려 숙종)
  - Abuelo: King Munjong of Goryeo (29 de diciembre de 1019 – 2 de septiembre de 1083) (고려 문종)
  - Abuela: Queen Inye of the Incheon Lee clan (1031 – 1092) (인예왕후 이씨)
- Madre: Queen Myeongui of the Jeongju Yu clan (? – 14 de julio de 1112) (명의왕후 유씨)
  - Abuelo: Yu Hong (? – 1091) (유홍)

Consortes:
1. Reina Gyeonghwa del clan Incheon Lee (1079 – 29 de julio de 1109) (경화왕후 이씨)
2. Reina Sundeok del clan Incheon Lee (? – 5 de septiembre de 1118) (순덕왕후 이씨)
  1. Rey Injong de Goryeo (29 de octubre de 1109 – 10 de abril de 1146) (고려 인종)
  2. Princesa Seungdeok (승덕공주)
  3. Princesa Heunggyeong (? – 1176) (흥경공주)
3. Reina Munjeong del clan Kaesong Wang (? – 15 de junio de 1138 (문정왕후 왕씨)
4. Consorte Real Suk-Bi del clan Haeju Choi (? – 1184) (숙비 최씨)
5. Lady Eun (은씨)
  1. Gwangjidaeseonsa (26 de junio de 1102 – 12 de agosto de 1158) (광지대선사)